# Saint-Amant-de-Boixe
Pour les articles homonymes, voir Saint-Amant.
Saint-Amant-de-Boixe est une commune du Sud-Ouest de la France, située dans le département de la Charente (région Nouvelle-Aquitaine).
Ses habitants sont appelés les Saint-Amantois et les Saint-Amantoises.

## Géographie

### Localisation et accès
Saint-Amant-de-Boixe est un chef-lieu de canton situé à 17 km au nord d'Angoulême, sur la rive gauche de la Charente et à la lisière sud de la forêt de la Boixe.
Le bourg de Saint-Amant-de-Boixe est aussi à 2 km au nord-est de Montignac-Charente, 4 km au nord de Vars, 9 km au sud-ouest de Mansle, 14 km au sud-est d'Aigre, 16 km à l'est de Rouillac, 20 km au nord-est de La Rochefoucauld.
Située 4 km à l'ouest de la N 10 entre Angoulême et Poitiers, la commune est traversée par la D 18, route qui relie la D 15 et la D 737 (route d'Angoulême à Niort par Aigre), entre Montignac et Mansle. La D 15, venant de Montignac et desservant le bourg, oblique vers l'est en direction de Tourriers.
La ligne Paris-Bordeaux traverse la commune, mais les gares les plus proches sont celles d'Angoulême et Luxé.

### Hameaux et lieux-dits
La commune possède  deux hameaux importants, celui de Nitrat au sud-est, et la Fichère au sud-ouest. On trouve aussi de plus petits hameaux et fermes comme le Couradeau au sud-est, ainsi que la Faye en limite de commune, la Bernade au nord, etc..

### Communes limitrophes
| Xambes    | Vervant              | Maine-de-Boixe, Aussac-Vadalle |
| Vouharte  | Saint-Amant-de-Boixe | Villejoubert                   |
| Montignac | Vars                 | Tourriers                      |

### Géologie et relief
Le sol de la commune, de nature karstique, est constitué de calcaire datant du Jurassique supérieur (Kimméridgien). On trouve aussi localement quelques petites zones de colluvions sableux ou grèze au nord de la Fichère. La vallée du Javart et l'est du bourg sont occupés par des alluvions du quaternaire,,.
Le relief de la commune est celui d'un plateau, le plateau de la Boixe, d'une altitude moyenne de 100 m, avec quelques petites vallées se dirigeant vers la vallée de la Charente au sud. Le point culminant de la commune est à une altitude de 139 m, situé sur la limite sud-est près de la Faye. Le point le plus bas est à 42 m, situé au sud-ouest dans la vallée de la Charente (près de l'hippodrome de Montignac). Le bourg de Saint-Amant s'étage entre 50 et 90 m d'altitude.

### Hydrographie

#### Réseau hydrographique

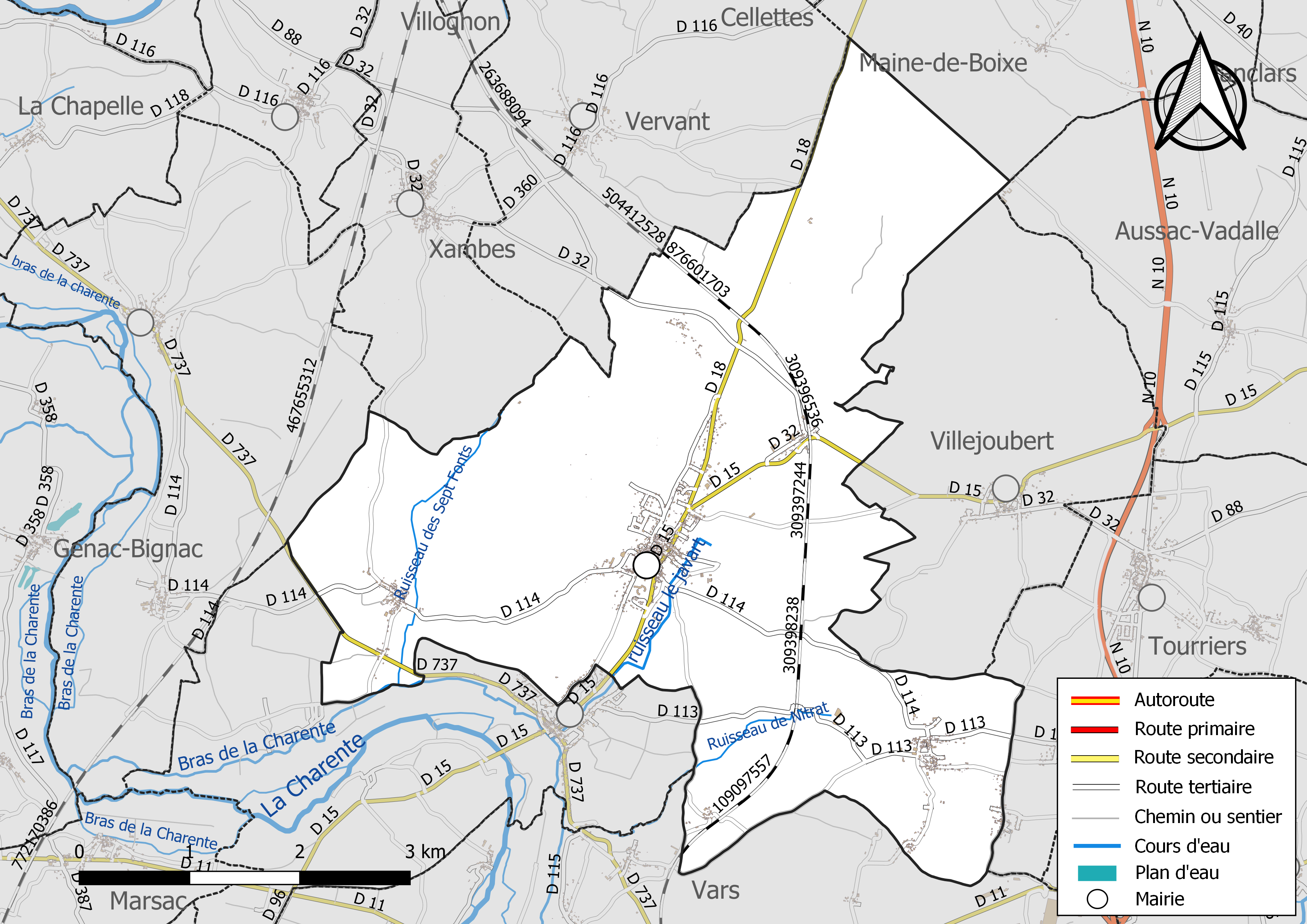
Réseaux hydrographique et routier de Saint-Amant-de-Boixe.

La commune est située dans le bassin versant de la Charente au sein du Bassin Adour-Garonne. Elle est drainée par un bras de la Charente, le ruisseau le javart, le ruisseau de Nitrat et le ruisseau des Sept Fonts, qui constituent un réseau hydrographique de 6 km de longueur totale,.
De petits ruisseaux affluents de la Charente prennent naissance dans la commune, comme le Javart qui passe au pied du bourg et se jette dans la Charente à Montignac, à l'ouest le ruisseau des Sept Fonts, et au sud le ruisseau de Nitrat. On trouve aussi quelques sources et fontaines, malgré le sol karstique.

#### Gestion des eaux
Le territoire communal est couvert par le schéma d'aménagement et de gestion des eaux (SAGE) « Charente ». Ce document de planification, dont le territoire correspond au bassin de la Charente, d'une superficie de 9 300 km2, a été approuvé le 19 novembre 2019. La structure porteuse de l'élaboration et de la mise en œuvre est l'établissement public territorial de bassin Charente. Il définit sur son territoire les objectifs généraux d’utilisation, de mise en valeur et de protection quantitative et qualitative des ressources en eau superficielle et souterraine, en respect des objectifs de qualité définis dans le troisième SDAGE  du Bassin Adour-Garonne qui couvre la période 2022-2027, approuvé le 10 mars 2022.

### Climat
Comme dans les trois quarts sud et ouest du département, le climat est océanique aquitain, et semblable à celui de la ville de Cognac où est située la station météorologique départementale.
| Mois                              | jan. | fév.  | mars  | avril | mai   | juin  | jui.  | août  | sep.  | oct. | nov. | déc. | année   |
| --------------------------------- | ---- | ----- | ----- | ----- | ----- | ----- | ----- | ----- | ----- | ---- | ---- | ---- | ------- |
| Température minimale moyenne (°C) | 2    | 2,8   | 3,8   | 6,2   | 9,4   | 12,4  | 14,4  | 14    | 12,1  | 8,9  | 4,7  | 2,6  | 7,8     |
| Température moyenne (°C)          | 5,4  | 6,7   | 8,5   | 11,1  | 14,4  | 17,8  | 20,2  | 19,7  | 17,6  | 13,7 | 8,6  | 5,9  | 12,5    |
| Température maximale moyenne (°C) | 8,7  | 10,5  | 13,1  | 15,9  | 19,5  | 23,1  | 26,1  | 25,4  | 23,1  | 18,5 | 12,4 | 9,2  | 17,7    |
| Ensoleillement (h)                | 80   | 103,9 | 153,3 | 184,5 | 204,9 | 239,6 | 276,4 | 248,3 | 199,4 | 159  | 96,8 | 78,8 | 2 024,9 |
| Précipitations (mm)               | 80,4 | 67,3  | 65,9  | 68,3  | 71,6  | 46,6  | 45,1  | 50,2  | 59,2  | 68,6 | 79,8 | 80   | 783,6   |

## Urbanisme

### Typologie
Au 1er janvier 2024, Saint-Amant-de-Boixe est catégorisée bourg rural, selon la nouvelle grille communale de densité à 7 niveaux définie par l'Insee en 2022.
Elle est située hors unité urbaine. Par ailleurs la commune fait partie de l'aire d'attraction d'Angoulême, dont elle est une commune de la couronne,. Cette aire, qui regroupe 94 communes, est catégorisée dans les aires de 50 000 à moins de 200 000 habitants,.

### Occupation des sols
L'occupation des sols de la commune, telle qu'elle ressort de la base de données européenne d’occupation biophysique des sols Corine Land Cover (CLC), est marquée par l'importance des territoires agricoles (80,1 % en 2018), en augmentation par rapport à 1990 (78,9 %). La répartition détaillée en 2018 est la suivante : 
terres arables (53,8 %), zones agricoles hétérogènes (19,2 %), forêts (16 %), prairies (7,2 %), zones urbanisées (3,9 %). L'évolution de l’occupation des sols de la commune et de ses infrastructures peut être observée sur les différentes représentations cartographiques du territoire : la carte de Cassini (XVIIIe siècle), la carte d'état-major (1820-1866) et les cartes ou photos aériennes de l'IGN pour la période actuelle (1950 à aujourd'hui).

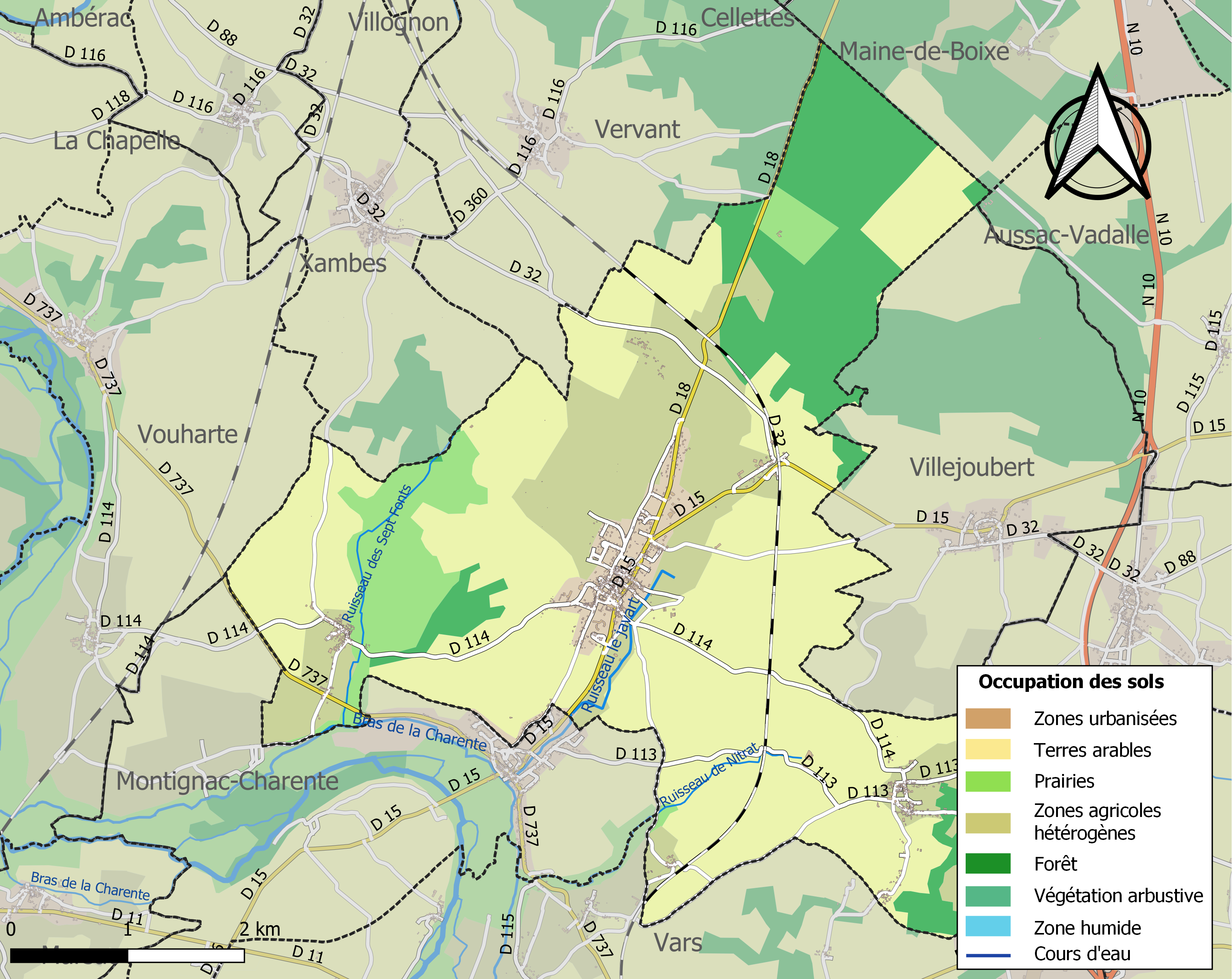
Carte des infrastructures et de l'occupation des sols de la commune en 2018 (CLC).

### Risques majeurs
Le territoire de la commune de Saint-Amant-de-Boixe est vulnérable à différents aléas naturels : météorologiques (tempête, orage, neige, grand froid, canicule ou sécheresse), inondations et séisme (sismicité modérée). Un site publié par le BRGM permet d'évaluer simplement et rapidement les risques d'un bien localisé soit par son adresse soit par le numéro de sa parcelle.
Certaines parties du territoire communal sont susceptibles d’être affectées par le risque d’inondation par débordement de cours d'eau, notamment La commune a été reconnue en état de catastrophe naturelle au titre des dommages causés par les inondations et coulées de boue survenues en 1982, 1983, 1999 et 2021,.

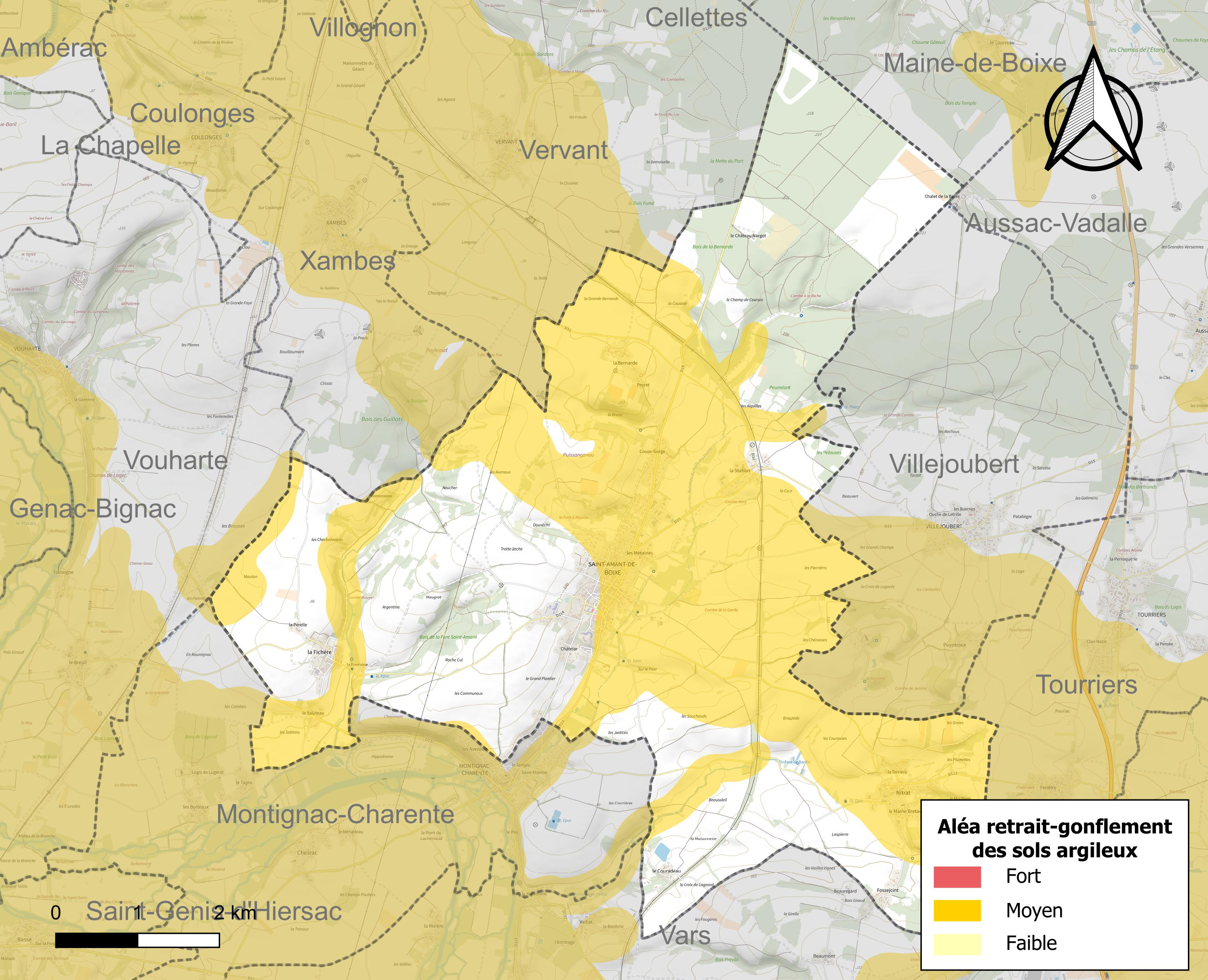
Carte des zones d'aléa retrait-gonflement des sols argileux de Saint-Amant-de-Boixe.

Le retrait-gonflement des sols argileux est susceptible d'engendrer des dommages importants aux bâtiments en cas d’alternance de périodes de sécheresse et de pluie. 49,6 % de la superficie communale est en aléa moyen ou fort (67,4 % au niveau départemental et 48,5 % au niveau national). Sur les 670 bâtiments dénombrés sur la commune en 2019,  425 sont en aléa moyen ou fort, soit 63 %, à comparer aux 81 % au niveau départemental et 54 % au niveau national. Une cartographie de l'exposition du territoire national au retrait gonflement des sols argileux est disponible sur le site du BRGM,.
Par ailleurs, afin de mieux appréhender le risque d’affaissement de terrain, l'inventaire national des cavités souterraines permet de localiser celles situées sur la commune.
Concernant les mouvements de terrains, la commune a été reconnue en état de catastrophe naturelle au titre des dommages causés par des mouvements de terrain en 1999.

## Toponymie
Le nom est attesté sous les formes anciennes Seint Amant de Boysse en 1269 et Sanctus Amancius de Buxia en 1299.
En Charente, les Saint-Amant se répartissent entre deux origines : Amandius était évêque de Bordeaux au Ve siècle. Amantius était aussi un saint, mais du VIe siècle, né à Bordeaux puis ermite, disciple de saint Cybard et célébré aussi dans le diocèse d'Angoulême. Saint-Amant-de-Boixe fait partie de la seconde catégorie,.
Selon Mistral, le mot bas-latin buxia devient boissa en ancien occitan puis bouisso (en graphie mistralienne; la graphie classique reste toujours boissa) en occitan moderne et peut signifier une branche ou touffe de buis.

## Histoire

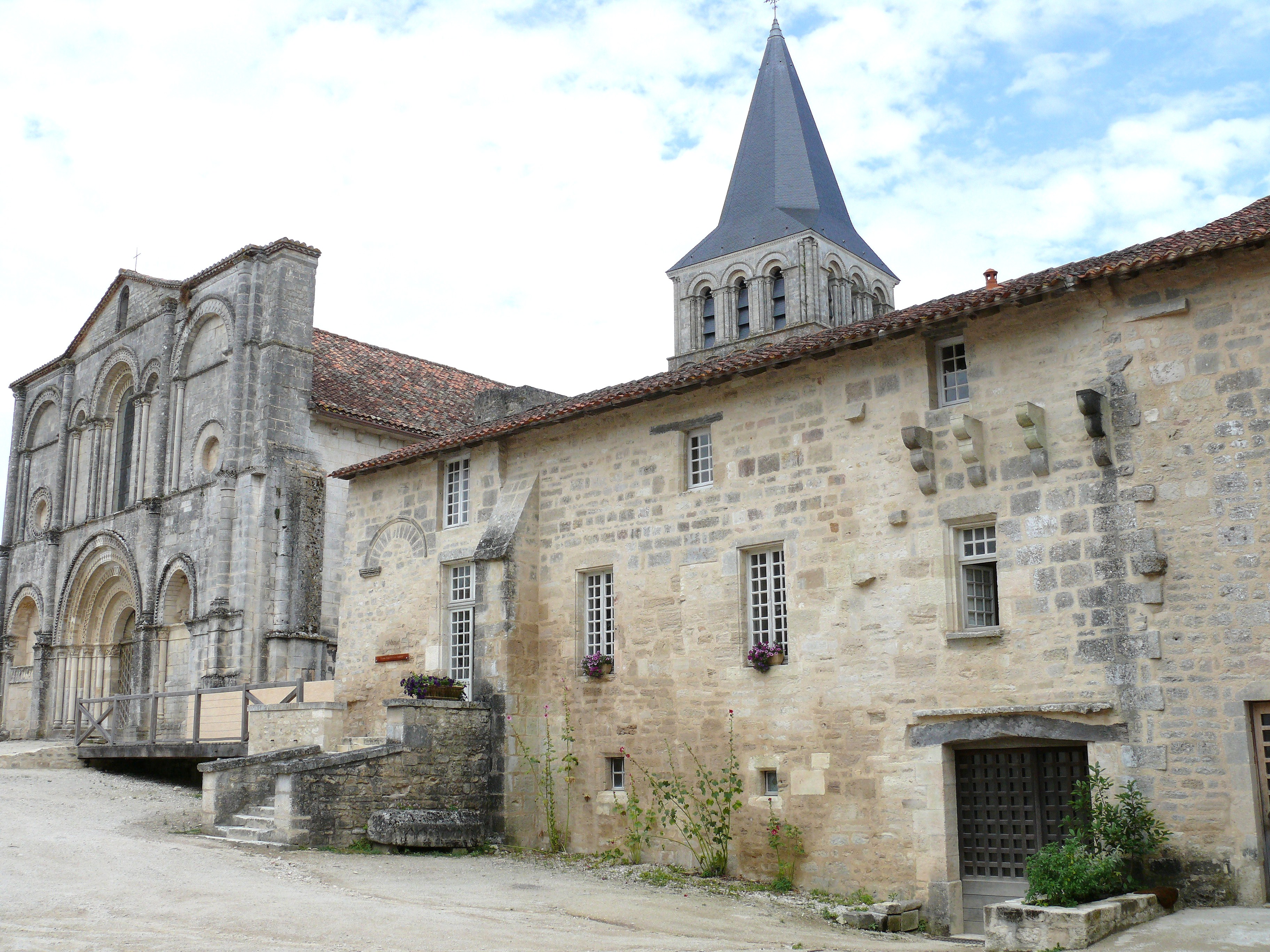
Vue générale de l'abbaye.

Quelques tumuli dont certains du Néolithique ont été trouvés dans la forêt de la Boixe, ainsi qu'entre Montignac et l'ancienne gare. À l'ouest de Nitrat, quelques vestiges d'une construction romaine ont été trouvés (villa ?). Des objets de l'époque mérovingienne (wisigoths ou francs) ont aussi été trouvés au Château Margot et dans l'ancien cimetière du bourg, aménagé en place.
La commune est traversée par deux anciennes voies romaines. La voie romaine Périgueux-Poitiers dite la Chaussade passe au bourg et longe la D 18 vers le nord en direction de Mansle, où elle traverse la Charente et se confond avec la route nationale 10. La voie d'Agrippa Saintes-Lyon venant aussi de Montignac traverse le sud-est de la commune pour passer à Villejoubert,.
Vers 1025, le fils d'Arnaud Manzer, comte d'Angoulême, décide de transférer son château d'Andone à Montignac, et sur l'avis de son épouse, ordonne le déplacement de l'abbaye créée par son père en 988 dans la forêt de la Boixe, au lieu-dit la Macarine où l'ermite Amant aurait fini sa vie, à son emplacement actuel, tout proche de Montignac et le long de la Chaussade. Dès le XIe siècle, une première église, le cloître et les bâtiments qui l'entourent sont construits.
Le bourg de Saint-Amant-de-Boixe s'est constitué autour de l'abbaye bénédictine.
L'évêque Girard II a déposé les restes de saint Amant en 1125 dans l'église abbatiale. L'abbaye fut achevée par Aliénor d'Aquitaine et consacrée en 1170 en présence de l'archevêque de Bordeaux, assisté des évêques d'Angoulême, de Périgueux et de Saintes.
Au Moyen Âge, principalement aux XIIe et XIIIe siècles, Saint-Amant se trouvait sur une variante nord-sud de la via Turonensis, itinéraire du pèlerinage de Saint-Jacques-de-Compostelle qui passait par Nanteuil-en-Vallée, Tusson, Marcillac-Lanville, Montignac, Angoulême, Mouthiers, Blanzac et Aubeterre.
À la Révolution, l'église abbatiale est devenue paroissiale, et les autres bâtiments de l'abbaye ont été vendus.
Il y avait aussi à Saint-Amant un petit fief mouvant de l'abbaye, le Châtelard. En 1448, il appartenait à Émery de Saint-Amant, et fut cédé, en 1528, au comte de La Rochefoucauld. Anne de Polignac, veuve du comte, le vendit en 1540 à Anne de Courcelles, qui épousa un gentilhomme champenois Jean de Mergey. Celui-ci s'y retira pour écrire ses Mémoires, qui donnent une bonne idée de la vie au XVIe siècle.
Les registres de l'état civil de Saint-Amant-de-Boixe remontent à 1609.

## Administration

### Rattachements administratifs
La commune, chef-lieu de canton, est devenue Saint-Amant-de-Boixe après avoir été créée Saint-Amand-de-Boixe en 1793.
Jusqu'à 2014, Saint-Amant-de-Boixe était le chef-lieu de son propre canton. À la suite de la loi du 17 mai 2013 du redécoupage des cantons français, ce canton a été rattaché au nouveau canton de Boixe-et-Manslois lors des élections départementales de 2015.

### Liste des maires

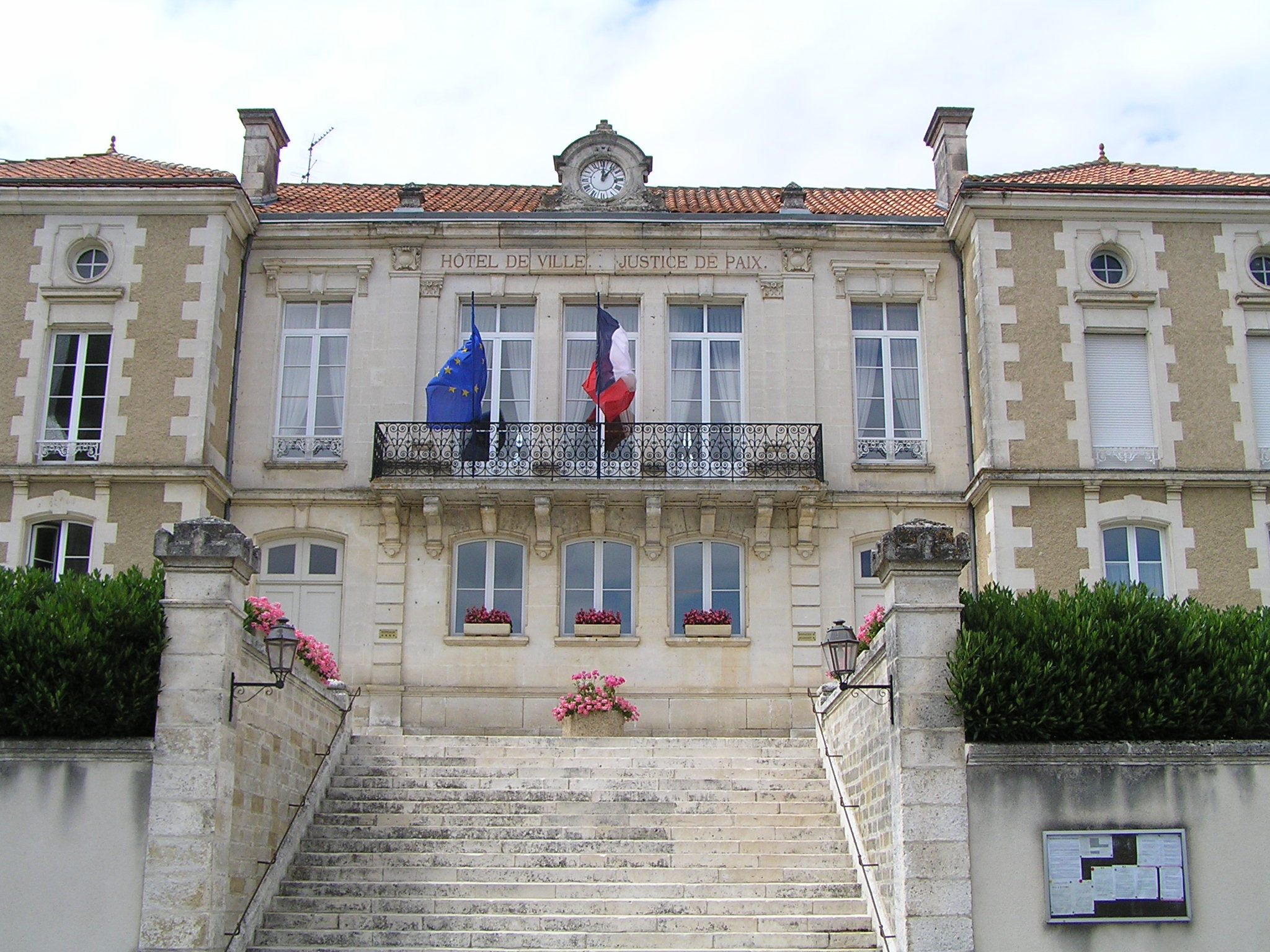
La mairie.

| Période                                  | Période  | Identité                | Étiquette | Qualité                       |
| ---------------------------------------- | -------- | ----------------------- | --------- | ----------------------------- |
| Les données manquantes sont à compléter. |          |                         |           |                               |
| 1989                                     | 2008     | Claude Souris           | SE        |                               |
| 2008                                     | 2020     | Bernard Lacœuille       | PS        | Psychologue scolaire retraité |
| 2020                                     | 2024     | Françoise Giroux-Mallot | SE        |                               |
| 2024                                     | En cours | Paul Pinganaud          | SE        |                               |

## Démographie

### Évolution démographique
L'évolution du nombre d'habitants est connue à travers les recensements de la population effectués dans la commune depuis 1793. Pour les communes de moins de 10 000 habitants, une enquête de recensement portant sur toute la population est réalisée tous les cinq ans, les populations de référence des années intermédiaires étant quant à elles estimées par interpolation ou extrapolation. Pour la commune, le premier recensement exhaustif entrant dans le cadre du nouveau dispositif a été réalisé en 2008.

En 2022, la commune comptait 1 327 habitants, en évolution de −4,74 % par rapport à 2016 (Charente : −0,48 %, France hors Mayotte : +2,11 %).
| 1793  | 1800  | 1806  | 1821  | 1831  | 1841  | 1846  | 1851  | 1856  |
| ----- | ----- | ----- | ----- | ----- | ----- | ----- | ----- | ----- |
| 1 380 | 1 408 | 1 468 | 1 657 | 1 545 | 1 690 | 1 721 | 1 691 | 1 617 |

| 1861  | 1866  | 1872  | 1876  | 1881  | 1886  | 1891  | 1896  | 1901  |
| ----- | ----- | ----- | ----- | ----- | ----- | ----- | ----- | ----- |
| 1 689 | 1 690 | 1 732 | 1 738 | 1 582 | 1 510 | 1 229 | 1 053 | 1 039 |

| 1906  | 1911  | 1921 | 1926 | 1931 | 1936 | 1946 | 1954 | 1962 |
| ----- | ----- | ---- | ---- | ---- | ---- | ---- | ---- | ---- |
| 1 044 | 1 029 | 941  | 913  | 938  | 951  | 894  | 902  | 881  |

| 1968 | 1975 | 1982 | 1990 | 1999  | 2006  | 2008  | 2013  | 2018  |
| ---- | ---- | ---- | ---- | ----- | ----- | ----- | ----- | ----- |
| 842  | 877  | 891  | 997  | 1 125 | 1 280 | 1 325 | 1 407 | 1 347 |

| 2022  | - | - | - | - | - | - | - | - |
| ----- | - | - | - | - | - | - | - | - |
| 1 327 | - | - | - | - | - | - | - | - |

### Pyramide des âges
En 2018, le taux de personnes d'un âge inférieur à 30 ans s'élève à 31,1 %, soit au-dessus de la moyenne départementale (30,2 %). À l'inverse, le taux de personnes d'âge supérieur à 60 ans est de 31,1 % la même année, alors qu'il est de 32,3 % au niveau départemental.
En 2018, la commune comptait 643 hommes pour 704 femmes, soit un taux de 52,26 % de femmes, légèrement supérieur au taux départemental (51,59 %).
Les pyramides des âges de la commune et du département s'établissent comme suit.
| Hommes | Classe d’âge | Femmes |
| ------ | ------------ | ------ |
| 1,7    | 90 ou +      | 4,4    |
| 6,5    | 75-89 ans    | 12,5   |
| 18,8   | 60-74 ans    | 17,9   |
| 19,0   | 45-59 ans    | 18,8   |
| 19,8   | 30-44 ans    | 18,0   |
| 14,2   | 15-29 ans    | 11,6   |
| 20,1   | 0-14 ans     | 16,8   |

| Hommes | Classe d’âge | Femmes |
| ------ | ------------ | ------ |
| 1      | 90 ou +      | 2,7    |
| 9,2    | 75-89 ans    | 12     |
| 20,6   | 60-74 ans    | 21,3   |
| 20,7   | 45-59 ans    | 20,3   |
| 16,8   | 30-44 ans    | 16     |
| 15,6   | 15-29 ans    | 13,4   |
| 16,1   | 0-14 ans     | 14,3   |

## Économie

### Agriculture
La viticulture occupe une partie de l'activité agricole. La commune est classée dans les Fins Bois, dans la zone d'appellation d'origine contrôlée du cognac.

### Commerces
Un supermarché, une boulangerie, une boucherie et un bar brasserie assurent le commerce alimentaire. Les autres commerces sont un fleuriste, un journaux-tabac-épicerie, une brocante, une mercerie, un décorateur, un pressing, une agence immobilière et un magasin de matériaux. Il y a aussi une entreprise de pompes funèbres. Depuis juillet 2012 un restaurant (l'Auberge de l'abbaye) a ouvert.
Un garage, un carrossier et un auto-bilan permettent le suivi des véhicules.
L'artisanat est représenté par un coiffeur, un cabinet d'esthétique, deux maçons, un maçon-couvreur, un tailleur de pierre et un menuisier. Deux artistes peintres résident sur la commune et un chanteur résidant aussi dans la commune fait des spectacles.
Il existe deux entreprises, l'une de groupes électrogènes, l'autre de mécanique usinage.

## Équipements et services

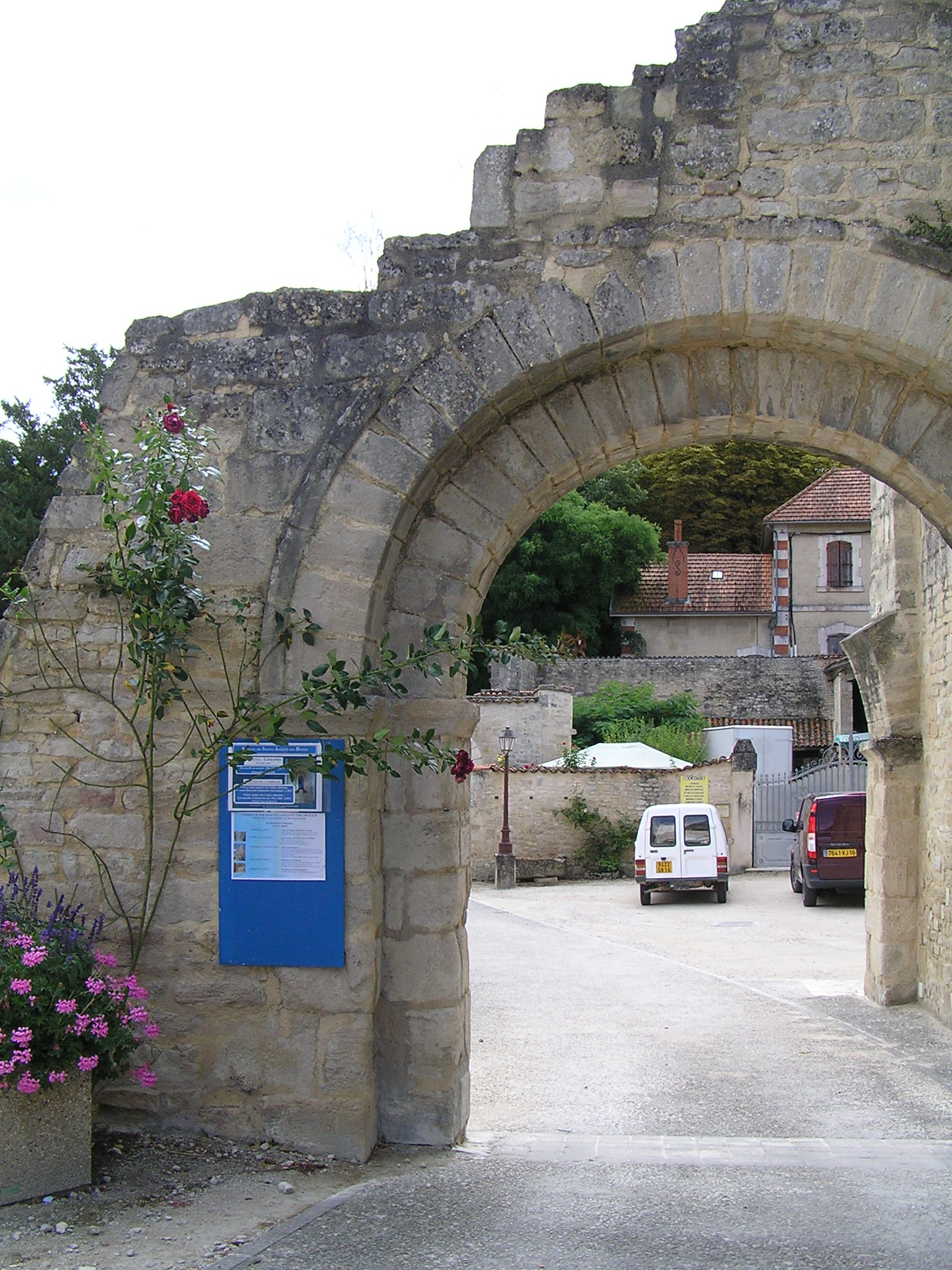
Porte vers la résidence de l'Abbaye.

### Enseignement
Le collège d'enseignement secondaire Eugène-Delacroix regroupe environ 400 élèves de la 6e à la 3e répartis dans 15 classes.
Saint-Amant possède une école primaire, Émile-Marchoux, comprenant six classes pour la partie élémentaire, et trois classes pour la partie maternelle.

### Santé
Il y a deux médecins, une pharmacie, une infirmière et une société d'ambulances ainsi que la résidence pour personnes âgées, dite de l'Abbaye.

### Autres services
Un bureau de poste est présent dans la commune.

### Vie locale

#### Associations sociales
ADMR (aide à domicile en milieu rural), Aide à la Précarité, Amicale des donneurs de sang, Club des Aînés.

#### Associations sportives
ASL (Sports et Loisirs), escalade, badminton, le club de football US Boixe, gymnastique, tir à l'arc, danse, judo, tennis, twirling batonet, la Société de Chasse.

#### Associations artistiques et culturelles
Peinture sur soie, Sculpture, chorale Chante Boixe, Compagnie « La divague », Théâtre en herbe, Dom Rémi Carré (orgue Renaissance), Au fil du temps, la revue Jadis, sauvegarde du Petit patrimoine.

#### Associations diverses
Anciens Combattants (FNCR), Parents d'élèves, Anciens élèves école publique, Bridge, Tarot, Comité des Fêtes, EIDER, Les Lutins malins et l'association environnementale V I E.

## Lieux et monuments

### Patrimoine religieux

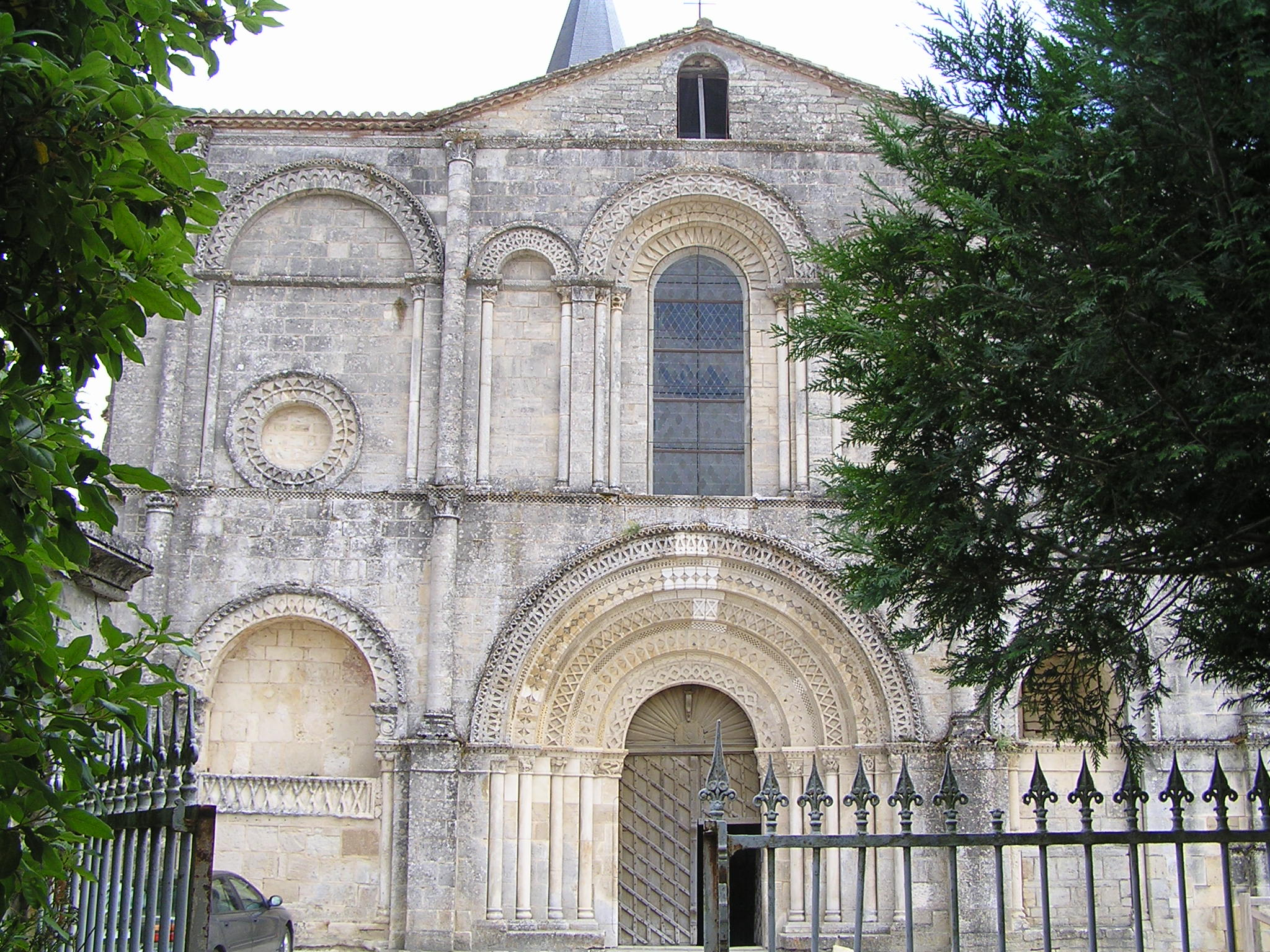
Façade de l'abbaye.

#### Abbatiale et abbaye
L'abbaye de Saint-Amant-de-Boixe où s'est installé le Centre d’Interprétation de l’Architecture Romane. Le Pôle patrimoine de Saint-Amant-de-Boixe a pour missions d’animer, de valoriser, de promouvoir l’abbaye.
L'abbaye est classée monument historique depuis 1840, 1935 et 2008,.

## Personnalités liées à la commune
- Le peintre Eugène Delacroix vécut dans la forêt de la Boixe entre 1818 et 1820.
- Émile Marchoux, médecin et biologiste, né à Saint-Amant-de-Boixe le 24 mars 1862, il vécut jusqu'à l'âge de 81 ans et décéda à Paris le 19 août 1943. Il fréquenta l'école primaire de la commune et poursuivit ses études au lycée d'Angoulême avant de partir pour Paris poursuivre des études de médecine.